# Nestor Burma
Nestor Burma è un personaggio immaginario creato dal romanziere francese Léo Malet, protagonista di una serie di romanzi polizieschi; è un detective privato del genere hardboiled come Sam Spade e Philip Marlowe. Lavora con una segretaria, Hélène, che è infatuata di lui, in una agenzia di investigazioni che chiama "Fiat Lux Agency". Dai romanzi è stata tratta una serie televisiva nel 1991 e una serie di graphic novel realizzate da Jacques Tardi, pubblicata con grande successo di critica. La serie a fumetti venne pubblicata inizialmente sulla rivista antologica À Suivre nel 1981 e poi in volumi cartonati editi da Casterman dal 1982 realizzata da Tardi che ne disegnò le prime cinque storie; la serie venne poi continuata da Emmanuel Moynot e dal 2013 da Nicolas Barral.

## Elenco storie a fumetti
- Nebbia sul ponte di Tolbiac (adattamento, disegni e colori di Jacques Tardi) (Brouillard au pont de Tolbiac, 1982)    trad. Gualtiero De Marinis, Hazard, 2000 poi BUR, 2010
- 120, rue de la Gare (adattamento, disegni e colori di Jacques Tardi) (120, rue de la Gare, 1988)    trad. Gualtiero De Marinis, BUR, 2008
- Notte di sangue a Le Troncy (testo, disegni e colori di Jacques Tardi) (Une gueule de bois en plomb, 1990)    trad. Michele Foschini, BUR, 2011
- Delitto al luna park (adattamento, disegni e colori di Jacques Tardi) (Casse-pipe à la Nation, 1996)    trad. Gualtiero De Marinis, BUR, 2010
- Un cadavere in scena (adattamento, disegni e colori di Jacques Tardi) (M'as-tu vu en cadavre?, 2000)    trad. Michele Foschini, BUR, 2011
- La notte di Saint-Germain-des-Prés (adattamento e disegni di Emmanuel Moynot, colori di Laurence Busca) (La Nuit de Saint-Germain-des-Prés, 2005)    trad. Michele Foschini, BUR, 2012
- Il sole sorge dietro il Louvre (adattamento e disegni di Emmanuel Moynot, colori di Laurence Busca) (Le soleil naît derrière le Louvre, 2007)    trad. Michele Foschini, BUR, 2012
- Nestor Burma e il cadavere ingombrante (adattamento e disegni di Emmanuel Moynot, colori di L. Yérathel) (L'Envahissant Cadavre de la Plaine Monceau, 2009)    trad. Michele Foschini, BUR, 2012

## Altri media
Cinema
- 1946 120, Rue de la gare di J. Daniel-Norman
- 1959 Enigme aux folies-bergères di Jean Miltry
- 1977 La nuit de Saint Germain-des-Prés di Bob Swaim
- 1982 Detective (Nestor Burma détective de choc) di Jean-Luc Miesch (Léo Malet (nella parte del crieur de journaux, lo strillone)